# نهر الحسينية

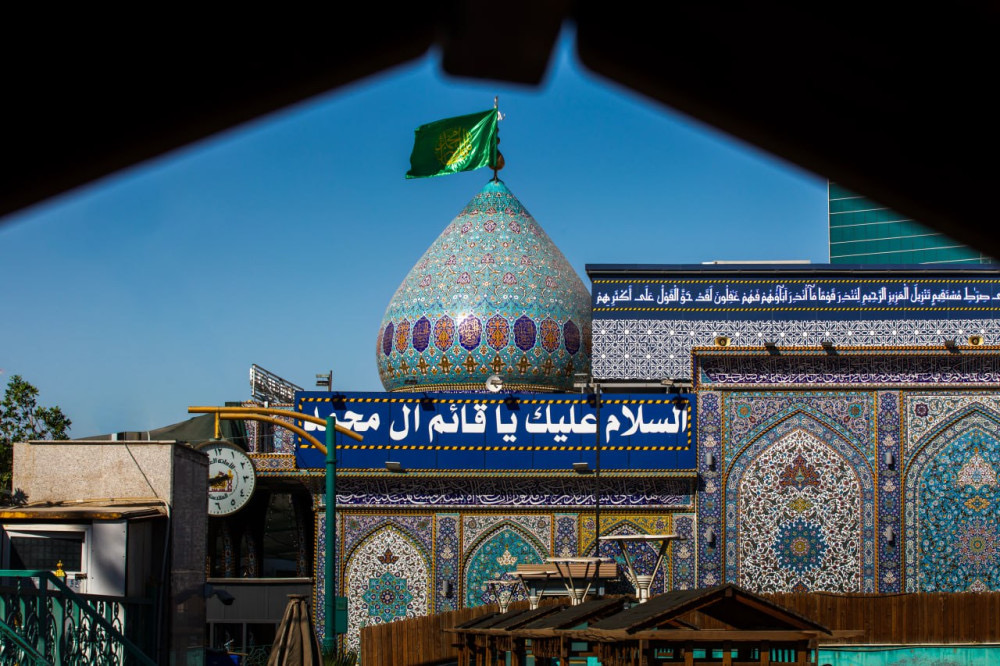
نهر الحسينية بالقرب من مقام الإمام المهدي

نهر الحسينية هو أحد الأنهار العراقية المشهورة يقع في محافظة كربلاء وسط العراق جنوب بغداد حيث يغذي مدينة كربلاء بالمياه الرئيسية ويعتبر نهر الفرات المنبع الرئيسي للنهر، كان يطلق على النهر سابقا (نهر السليماني) نسبة إلى السلطان العثماني سليمان القانوني و السيد محمد بن السيد حميد بن سيد شافي  و عمر ابو الأحذية الذي حفره أثناء زيارته العتبات المقدسة في كربلاء، ويبلغ طول النهر 29كم2.